# Người Singapore
Người Singapore là công dân của thành bang Singapore, một quốc gia đa chủng tộc và đa văn hóa dân tộc Trung Quốc, Ấn Độ và bản địa Mã Lai đã lịch sử hình thành phần lớn dân số, những người đến từ các nhóm dân tộc khác nhau của Trung Quốc, Ấn Độ và quần đảo Mã Lai.
Năm 1819, cảng Singapore được thành lập bởi Stamford Raffles, người đã mở cảng để buôn bán tự do và nhập cư tự do trên bờ biển phía nam của hòn đảo. Nhiều người nhập cư từ khu vực định cư ở Singapore. Cho đến năm 1827, dân số của hòn đảo bao gồm những người thuộc các nhóm dân tộc khác nhau.
Theo khảo sát của Châu Á năm 2006, phần lớn người dân Singapore tự nhận mình là "người Singapore", trong khi một nhóm thiểu số thích xác định họ theo các nhóm dân tộc của họ. Hiện tại, dân số Singapore đạt 3.343.000 và dân số Singapore ở nước ngoài đạt 212.000.

## Sách tham khảo
- Heidhues, Mary Somers (2001), Southeast Asia: A Concise History, Hudson and Thames, ISBN 978-0-500-28303-5